# Jean-Pierre Perraudin

Faksimile von Perraudin

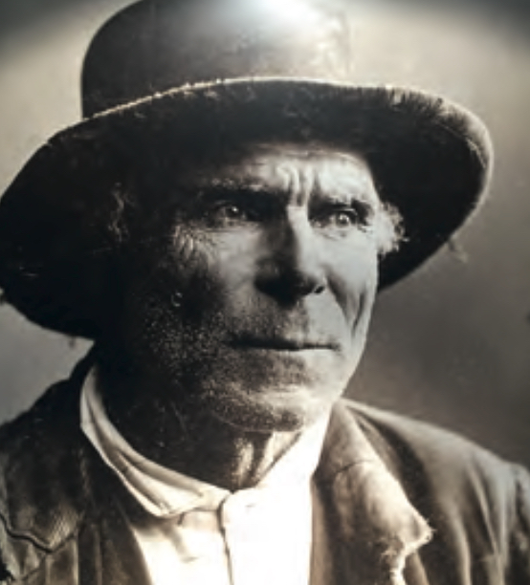
Jean-Pierre Perraudin

Jean-Pierre Perraudin (* 25. April 1767 in Lourtier; † 3. Januar 1858 ebenda) machte Naturbeobachtungen in den Walliser Bergen und teilte sie Ignaz Venetz mit, der damit eine Grundlage zur Theorie der Vergletscherung entwickelte.
Jean-Pierre Perraudin arbeitete als Zimmermann, war von 1803 bis 1805 Gemeinderat (Exekutive) von Bagnes und 1840 Walliser Grossrat.
Der mit einer guten Beobachtungsgabe ausgestattete Perraudin erkannte, dass Findlinge Gesteinsbrocken sind, die von den ursprünglich viel grösseren Gletschern vom Gebirge wegtransportiert worden waren, und dass die Schleifspuren an den Felswänden von Steinen herrühren, die vom Eis gedreht worden sind. Als 1818 der Gletschersee von Giétroz ausbrach, teilte Perraudin seine Beobachtungen dem Ingenieur Ignaz Venetz mit. Dieser verbreitete Perraudins Ideen, die später die Grundlage von Jean de Charpentiers und Louis Agassiz’ Gletschertheorie bildeten.